# Vladimir Nazor
Vladimir Nazor (Postira, Osztrák–Magyar Monarchia, 1876. május 30. – Zágráb, 1949. június 19.) horvát költő, író, műfordító, politikus. Az európai modernizmushoz kapcsolódó életművével a 20. század első felének egyik legnagyobb horvát költője volt. Elsőként töltötte be a horvát parlament, a szábor elnöki tisztét 1945–1949 között.

## Élete
A dalmáciai Bratz szigetén (ma Brač) született. Középiskoláit 1886–1894 között Splitben végezte el, majd természettudományokat hallgatott a grazi és a zágrábi egyetemeken. Első verse még 1893-ban jelent meg a zárai Narodni list című folyóiratban, első, hazafias hangvételű prózai kötetét pedig 1900-ban adták ki Slavenske legende / Szlávok legendája címen. Pályáját 1901-ben középiskolai tanárként kezdte el a dalmáciai Zárában, s élete nagy részét tanítással töltötte: pazini (1903–1906), koperi (1906–1908), kastavi (1908–1918), majd zágrábi (1918–1920) középiskolákban oktatott. 1920–1931 között egy crikvenicai gyermekotthon igazgatói tisztét töltötte be.
A második világháború során, 1942-ben csatlakozott a fasiszták ellen harcoló partizánmozgalomhoz. Tagja lett a Jugoszláv Népi Felszabadító Antifasiszta Tanács (AVNOJ) elnökségének, valamint 1943. június 13-ai megalakulásától kezdve ő töltötte be a Horvátországi Népi Felszabadító Antifasiszta Tanács (ZAVNOH) elnöki tisztét is. A háború befejeztével, 1945. augusztus 25-étől a korábbi ZAVNOH-tagokból álló horvát parlament, a szábor elnöke lett, s ezt a tisztséget haláláig betöltötte. Halála évében, 1949-ben választották a Jugoszláv Tudományos és Művészeti Akadémia tagjává.

## Életműve
Az első világháborút megelőzően költészetét és prózáját hazafias túlfűtöttség és nacionalizmus jellemezte, s e szellemiségben fogantak első versei (Lirika / Versek, 1910; Hrvatski kraljevi / Horvát királyok, 1912) és prózai darabjai is (Krvavi dani / Véres napok, 1908; Veli Jože / Jože, az óriás, 1909). Később az Európában dívó kortársi irodalmi áramlatok hatottak lírájára, s költészete a szimbolizmus és az impresszionizmus irányába fordult (Pjesni ljuvene / Szerelmes versek, 1915). A két világháború között ugyan prózai munkássága került előtérbe, de a modernizmus vonzásában, Giovanni Pascoli, Gabriele d’Annunzio és mások hatására felrúgta a verselés metrikai szabályait, szabadversekkel kísérletezett, s költészetét legendaszerű és misztikus jegyek határozták meg. Utolsó nagy verseskötetével (S partizanima 1943–1945 / Partizánok közt 1943–1945, 1945) visszatért a hazafias tematikához. Ekkor írta meg legjelentősebb regényét, a szülőföldjén, Brač szigetén játszódó Pastir Loda / Loda futár című szatírát is (1946, magyarul 1947-ben jelent meg).
Élete során Nazor behatóan foglalkozott irodalomelmélettel, több tanulmányt írt a horvát verselési formákról, s kritikai munkássága is jelentős volt (Članci i kritike / Cikkek és kritikák, 1942). Műfordítói életművéből kiemelkedik Shakespeare, Goethe, Heine, Leopardi és Baudelaire verseinek horvát nyelvre való átültetése.

## Emlékezete
1965-ben alapították meg az évenként kiosztott, róla elnevezett Vladimir Nazor-díjat, amely az egyik legrangosabb horvát kulturális-művészeti kitüntetés, s a díjazottjai közé tartozik Miroslav Krleža és Predrag Matvejević is.

## Magyarul
- A futár. Regény; ford. Csuka Zoltán; Szikra, Bp., 1947 (Szikra regénytár)
- Partizánokkal; ford., bev. Tornyosi Péter; Szikra, Bp., 1948
- Jugoszláv partizánokkal; Szikra, Bp., 1956 (Érdekes könyvek)
- Gyermekek könyve. A fehér szarvas; ford., utószó Dávid András; Minerva, Szabadka 1976 (Házi olvasmány. Általános iskola 6. oszt.)
- Partizánlegendák; vál., utószó Ács Károly, ford. Tornyosi Péter, versford. Ács Károly; Forum, Újvidék, 1977
- A fehér szarvas; ford., jegyz., utószó Dávid András; Tankönyvkiadó Intézet, Újvidék, 1980 (Házi olvasmány. Általános iskola 6. oszt.)